# The YIVO Encyclopedia of Jews in Eastern Europe

The YIVO Encyclopedia of Jews in Eastern Europe (en français : « L'Encyclopédie YIVO des Juifs d'Europe de l'Est ») est un ouvrage de référence en anglais, en deux volumes, sur l'histoire et la culture de la communauté juive d'Europe de l'Est dans cette région, conçu par l'Institut YIVO pour la recherche juive et publié par Yale University Press en 2008.

## Description
L'encyclopédie, longue de 2 400 pages, contient plus de 1 800 entrées alphabétiques rédigées par 450 contributeurs, sous la direction de Gershon David Hundert (université McGill), et présente plus de 1 000 illustrations et 50 cartes. La version en ligne de l'encyclopédie a été officiellement lancée le 10 juin 2010.